# Colin McRae: Dirt 2
Colin McRae: Dirt 2, conhecido como Dirt 2 nas Américas[carece de fontes?] e estilizado como DiRT 2, é um jogo eletrônico de corridas desenvolvido pela produtora britânica Codemasters e lançado no final de 2009 para múltiplas plataformas. Anunciado em 19 de novembro de 2008 como sequência a Colin McRae: Dirt, foi o primeiro jogo da série depois da morte do protagonista, Colin McRae.
Junto com o jogador, um RV viaja de um lugar para outro, e serve como "sede" para o jogador. Ele apresenta um rol de acontecimentos contemporâneos 'Off-road', levando os jogadores a diversos ambientes desafiadores do mundo real.
O jogo tem lugar em quatro continentes: Ásia, Europa, África e América do Norte.
O jogo inclui cinco diferentes tipos de eventos: Rally, Rallycross, "Trailblazer", "Raid" e "Land Rush". O modo World Tour vê jogadores a competir em vários carros e de solo em novos locais, e também inclui um novo modo multiplayer.
Colin McRae: Dirt é o primeiro jogo de PC que utiliza, por padrão, motores Blue Ripple Sound e som Rapture3D.
A Demo do jogo foi lançado para o PlayStation Store e Xbox Live Marketplace em 20 de agosto de 2009. O Demo apareceu para o PC em 29 de Novembro de 2009, apresenta o mesmo conteúdo que as consolas, mas com a adição de maiores definições de gráficos e uma ferramenta de referência.
A versão para PC, apresenta um sistema chamado Games for Windows - Live, que proporciona ao jogador destravamento de GamerScore, Jogar Online, conversação com seus amigos pelo HeadSet, entre outras coisas.